# Мохаммад Али-шах
Мухаммед Али-шах (азерб. Məhəmmədəli şah Qacar, перс. محمدعلی شاه قاجار‎) (21 июня 1872 — 5 апреля 1925, Сан-Ремо) — шахиншах Каджарской империи из династии Каджаров с 8 января 1907 года по 16 июля 1909 года.

## Биография
Старший сын Мозафареддин-шаха и родной племянницы Насреддин-шаха — Уммул-Хакан. Одним из воспитателей будущего шаха был караимский ориенталист С. М. Шапшал. Будучи принцем, Мохаммед Али занимал пост губернатора Тебриза. Вступил на престол в январе 1907 года, после смерти отца. При вступлении на престол обещал соблюдать конституцию, дарованную его отцом в 1906 году, чего, однако не выполнил.
1 мая 1907 г. шах назначил премьер министром Мирзу Али Асгар-хана, опытного политика, уже занимавшего этот пост в 1888—1896 и 1898—1903 гг. и получившего титул Мирза Али Асгар-хан, Эмин эс-Солтане, Атабек-е-Азам — Верный Султану, Высший правитель (титул первого министра). Однако уже 31 августа 1907 г. Мирза Али был убит федаином Аббас-агой из Тебриза. 15 февраля 1908 г. в карету самого шаха была брошена бомба. Шах не пострадал, но неудавшееся покушение сделало его крайне подозрительным.
3 июня шах, опасаясь очередного покушения, покинул дворец в Тегеране и уехал в загородные шахские сады. 24 июня 1908 г. Мохаммад Али с помощью Персидской казачьей бригады разогнал Меджлис.
В 1908 году в Тебризе началось восстание против власти шаха. В январе 1909 г. сторонники конституции, поддержанные бахтиарскими ханами, стремившимися к укреплению своего влияния, захватили власть в Исфахане. Началось восстание в Гиляне (в Реште и других городах Гиляна). В том же году азербайджанский социал-демократ Хайдар-хан организовал покушение на Мохаммед Али-шаха. Шах уцелел. В Бушире, Бендер-Аббасе и некоторых других городах и районах Ирана к власти пришли противники шаха. 13 июля 1909 г. повстанцы вступили в Тегеран. 16 июля собрался Чрезвычайный национальный совет в составе руководителей федайских и бахтиярских отрядов, бывших министров и депутатов первого Меджлиса. ЧНС объявил о низложении Мохаммеда Али и о передаче власти его 11-летнему сыну Ахмаду. Мохаммед Али был вынужден скрыться в российской миссии, а затем уехать в изгнание в Россию.
В 1911 г. Мохаммед Али-шах вернулся в Иран с военным отрядом, высадившись в Астрабаде. К нему примкнули другие про-каджарские формирования, но все они были разгромлены войсками правительства, коими командовал Епрем-хан Давтян.
Несколько лет экс-шах прожил в Одессе, в особняке по адресу: улица Гоголя, 2. После революции в России, в 1920 году переехал в Стамбул, а затем в Италию в Сан-Ремо, где и жил до своей смерти.

## Награды
- Большой Крест ордена Леопольда (Австро-Венгрия) — 1900
- Орден Св. Андрея Первозванного (Российская империя) — 1905
- Орден Св. Александра Невского (Российская империя) — 1905
- Орден Белого орла (Российская империя) — 1905
- Орден Св. Станислава 1-й степени (Российская империя) — 1905
- Орден Св. Анны 1-й степени (Российская империя) — 1905
- Высокий орден Дома Османа (Османская империя) — 1905
- Большой Крест ордена Почетного легиона (Третья французская республика) — 1907